# Grafem
Ett grafem (från grekiskans graphē som betyder "skrift", och ändelsen -em från fonem.) är ett skriftspråks minsta betydelseskiljande enhet, till exempel bokstäver eller siffror. Många grafem kan ges olika form i olika sammanhang (olika typsnitt, handskrift–tryckt skrift, position i ord). Tydliga exempel på tecken i det latinska alfabetet med ett varierat utseende är "lilla g", "lilla a" och siffran 7 (med eller utan streck). De olika formerna, de konkreta tecknen på papperet eller bildskärmen, kallas grafer. Om flera grafer är manifestationer för samma grafem, kallas de allografer. Det gäller således graferna ⟨α⟩ och ⟨a⟩. Jämför förhållandet mellan allofoner och fonem.

## Notation
Grafem skrivs ofta inom vinkelparenteser, så som ⟨a⟩, ⟨g⟩ och ⟨9⟩. Observera skillnaden mellan snedstreck som används för fonem (/a/, /g/) och hakparentes som används för foner i fonetisk skrift ([a], [g]).
Vinkelparenteser finns inte på tangentbord, men kan skrivas eftersom Unicode är standard i modern teknik. Där finns flera par vinkelparenteser i Unicode, men de lämpligaste för lingvistik är Mathematical Left Angle Bracket U+27E8, och Mathematical Right Angle Bracket U+27E9.
Vissa typsnitt har inte U+27E8 och U+27E9. Mindre än-tecken och större än-tecken (Unicode Less‐Than Sign U+003C och Greater‐Than Sign U+003E) har också använts i grafematisk transkription: <k>, <9>.

## Grafemtyper
Man skiljer på tre olika typer av grafem: alfabetiska, numeriska och junkturella. Alfabetiska grafem består av bokstäver, så som  ⟨a⟩, ⟨b⟩ och ⟨c⟩, medan numeriska grafem består av siffror, exempelvis  ⟨1⟩,  ⟨2⟩ och  ⟨3⟩. Junkturella grafem  består av skiljetecken och liknande, så som  ⟨#⟩,  ⟨!⟩ och  ⟨?⟩. Ett ord kan bestå av ett, två eller alla tre av dessa grafemtyper. Ordet 11:e, som kan användas för att beskriva ett datum, är ett exempel där alla tre typer av grafem förekommer samtidigt.